# Eugen Käferstein
Eugen Alexander Käferstein (* 6. Januar 1835 in Crimmitschau; † 9. November 1875 in Conradsdorf) war ein deutscher Rittergutsbesitzer und konservativer Politiker.

## Leben und Wirken
Der Sohn des Gutsbesitzers und Landtagsabgeordneten Gustav Franz Käferstein in Jerisau besaß das Rittergut Halsbach bei Freiberg, zu dem ein Landbesitz von 123 Hektar gehörten. Von 1871 bis zu seinem Tod vertrat er den 15. ländlichen Wahlkreis in der II. Kammer des Sächsischen Landtags. Er gehörte ab 1874 dem Verwaltungsausschuss des Landwirtschaftlichen Kreditvereins im Königreich Sachsen an und war 1875 ordentliches Mitglied in dessen Verwaltungsrat.